# Florida State Road 15
Die Florida State Road 15 (kurz FL 15) ist eine in Süd-Nord-Richtung verlaufende State Route im US-Bundesstaat Florida.

## Streckenverlauf

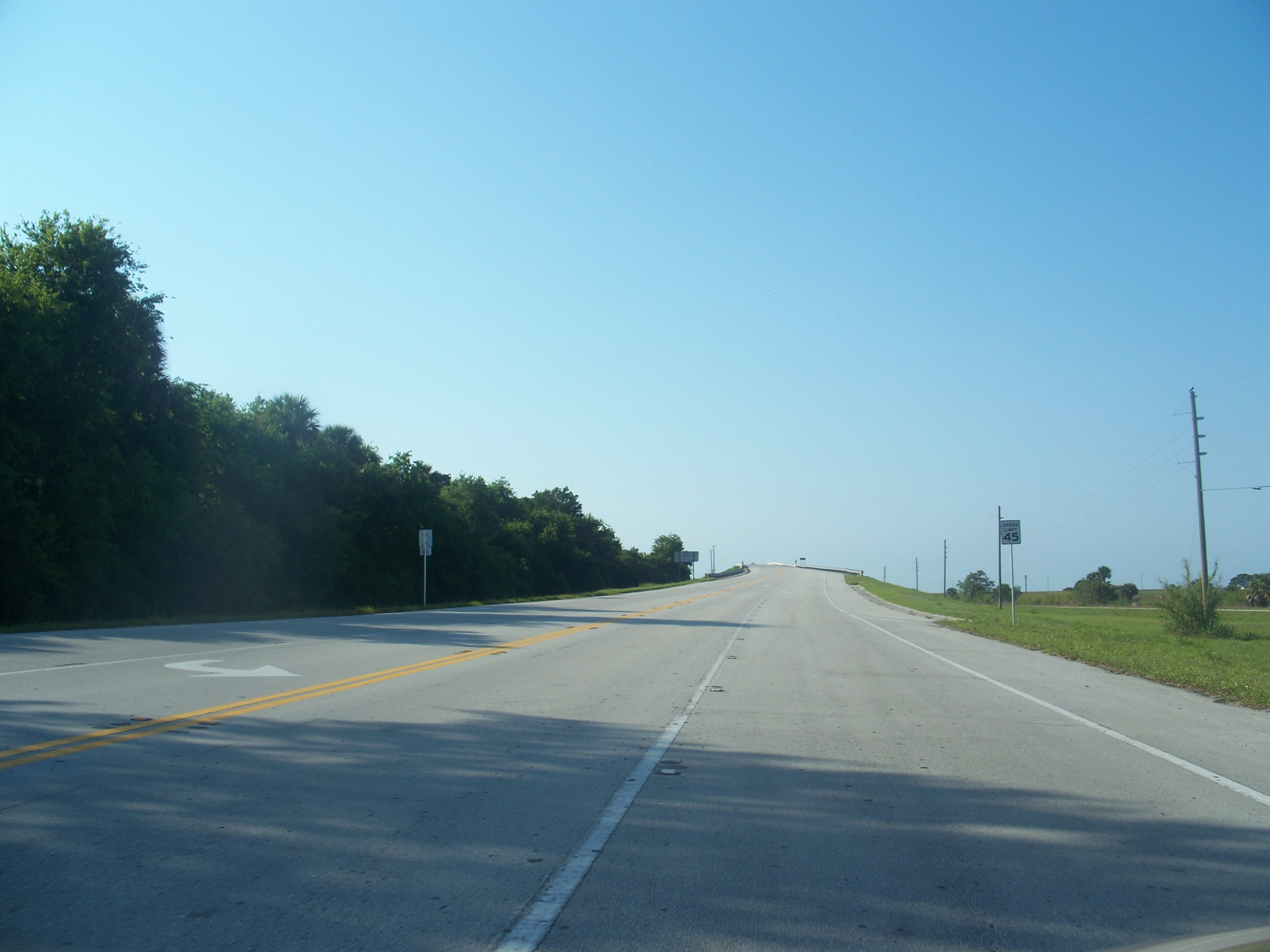
FL 15 bei Port Mayaca

Die State Road beginnt an den State Roads 80 und 880 in Belle Glade im Palm Beach County und führt gemeinsam mit dem U.S. Highway 441 am Ostufer des Lake Okeechobee nordwärts bis Okeechobee und anschließend weiter nach St. Cloud. Hier zweigt sie vom Highway ab und führt über Orlando, von wo sie gemeinsam mit den U.S. Highways 17 und 92 über Sanford und am Lake Monroe entlangführt, die Interstate 4 kreuzt und weiter bis nach DeLand führt. Von hier führt die State Road gemeinsam mit dem U.S. 17 über Palatka nach Jacksonville. Schließlich führt sie gemeinsam mit den U.S. Highways 1 und 23 weiter bis an die Grenze zu Georgia, etwa neun Kilometer nördlich von Hilliard im Nassau County.